# یوباری، هوکایدو
یوباری در استان هوکایدو در کشور ژاپن  واقع شده‌است  که دارای جمعیت ۱۲٬۲۰۳ نفر و مساحت ۷۶۳٫۲۰ کیلومتر مربع با تراکم جمعیت ۱۶٫۰  نفر در کیلومترمربع است و در تاریخ ۱ آوریل ۱۹۴۳ به عنوان شهر شناخته شد.